# 莱蒙当代讷
莱蒙当代讷（法語：Les Monts d'Andaine，法語發音：[le mɔ̃ dɑ̃dɛn]）是法国奥恩省的一个市镇，位于该省中西部，属于阿朗松区。该市镇成立于2016年1月1日，由原市镇圣莫里斯迪代塞尔（Saint-Maurice-du-Désert）和拉索瓦热尔（La Sauvagère）合并而成，其中拉索瓦热尔为政府驻地。

## 地名
“莱蒙当代讷”（Les Monts d'Andaine）一名在法语中意为“昂代讷的众山”。

## 地理
莱蒙当代讷（48°37'24"N, 0°25'2"W）面积38.08 平方千米，位于法国诺曼底大区奧恩省，该省份为法国西北部内陆省份，北起顺时针与卡爾瓦多斯省、厄尔省、厄尔-卢瓦省、萨尔特省、马耶讷省和芒什省接壤。
与莱蒙当代讷接壤的市镇（或旧市镇、城区）包括：尚瑟克雷、拉库隆什、瑞维尼-瓦勒当代讷、隆莱勒泰松、勒梅尼勒-德布里尤兹、马塞堡、奥恩诺曼底地区巴尼奥勒、勒格赖、博万。
莱蒙当代讷的时区为UTC+01:00、UTC+02:00（夏令时）。

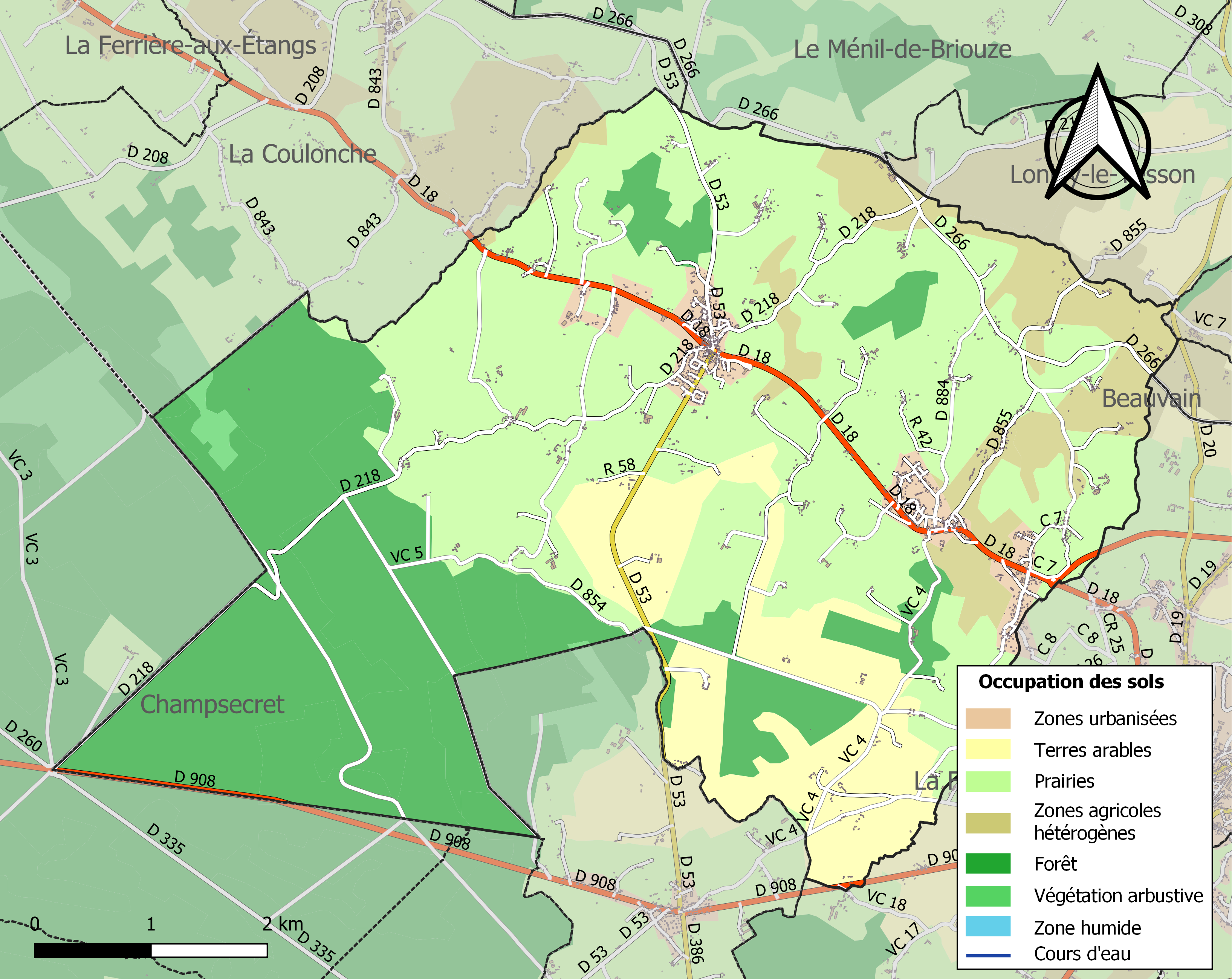
莱蒙当代讷的OSM定位图

## 行政
莱蒙当代讷的邮政编码为61600，INSEE市镇编码为61463。

## 政治
莱蒙当代讷所属的省级选区为马塞堡县。

## 人口
莱蒙当代讷于2022年1月1日时的人口数量为1727人。